# Kaplica na Wzgórzu Lukasów w Bełku
Kaplica na Wzgórzu Lukasów w Bełku (Mauzoleum Gemanderów) – zabytkowa kaplica usytuowana na wzgórzu, przy ulicy Kościelnej w Bełku. Wpisana do rejestru zabytków wraz ze wzgórzem pod numerem A/576/2019 decyzją z dnia 15 listopada 2019 roku.

## Historia
Kaplica wybudowana została w latach 1859-1860 z inicjatywy Antoniego Gemandera, ówczesnego właściciela dóbr rycerskich w Bełku. Budowę prowadził mistrz murarski Carl Wenzlik. Koszt budowy wyniósł 7000 talarów.

## Badania wzgórza

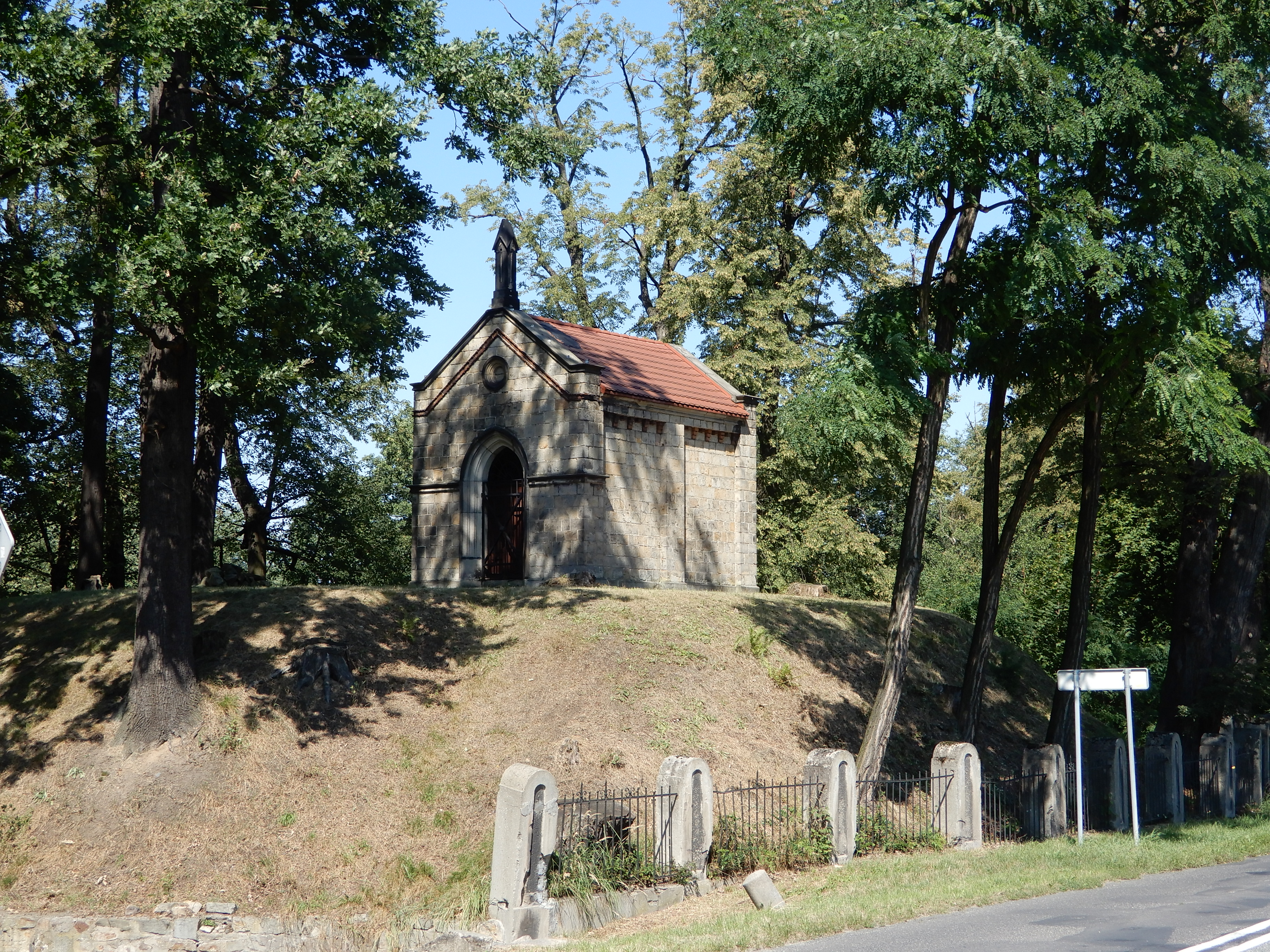
Wzgórze Lukasów

Wzgórze Lukasów to prawdopodobnie pozostałość dawnego gródka stożkowatego, jest to jedyny tego typu zabytek w powiecie rybnickim. Według innych hipotez na wzgórzu miała mieścić się siedziba Bełka, rzekomego założyciela wsi lub też miała to być mogiła żołnierzy szwedzkich poległych w czasie wojny trzydziestoletniej. Wzgórze ma kształt ściętego stożka o średnicy podstawy ok. 35 m. i wysokości ok. 8 m. Dookoła widoczne są ślady dawnej fosy. O charakterze obronnym świadczy również lokalizacja wzgórza na podmokłym terenie, na południowym brzegu rzeki Bierawki.
W 2014 roku na wzgórzu przeprowadzono archeologiczne badania powierzchniowe oraz badania magnetyczne i elektrooporowe, które potwierdziły prawdopodobną lokalizację w tym miejscu gródka stożkowatego. Ze względu na późniejsze wybudowanie na szczycie kopca kaplicy z mauzoleum, nie udało się znaleźć pozostałości ewentualnej rezydencji rycerskiej. W czasie badań znaleziono również liczne fragmenty ceramiki późnośredniowiecznej, które obecnie znajdują się w Muzeum Górnośląskim w Bytomiu.

## Opis

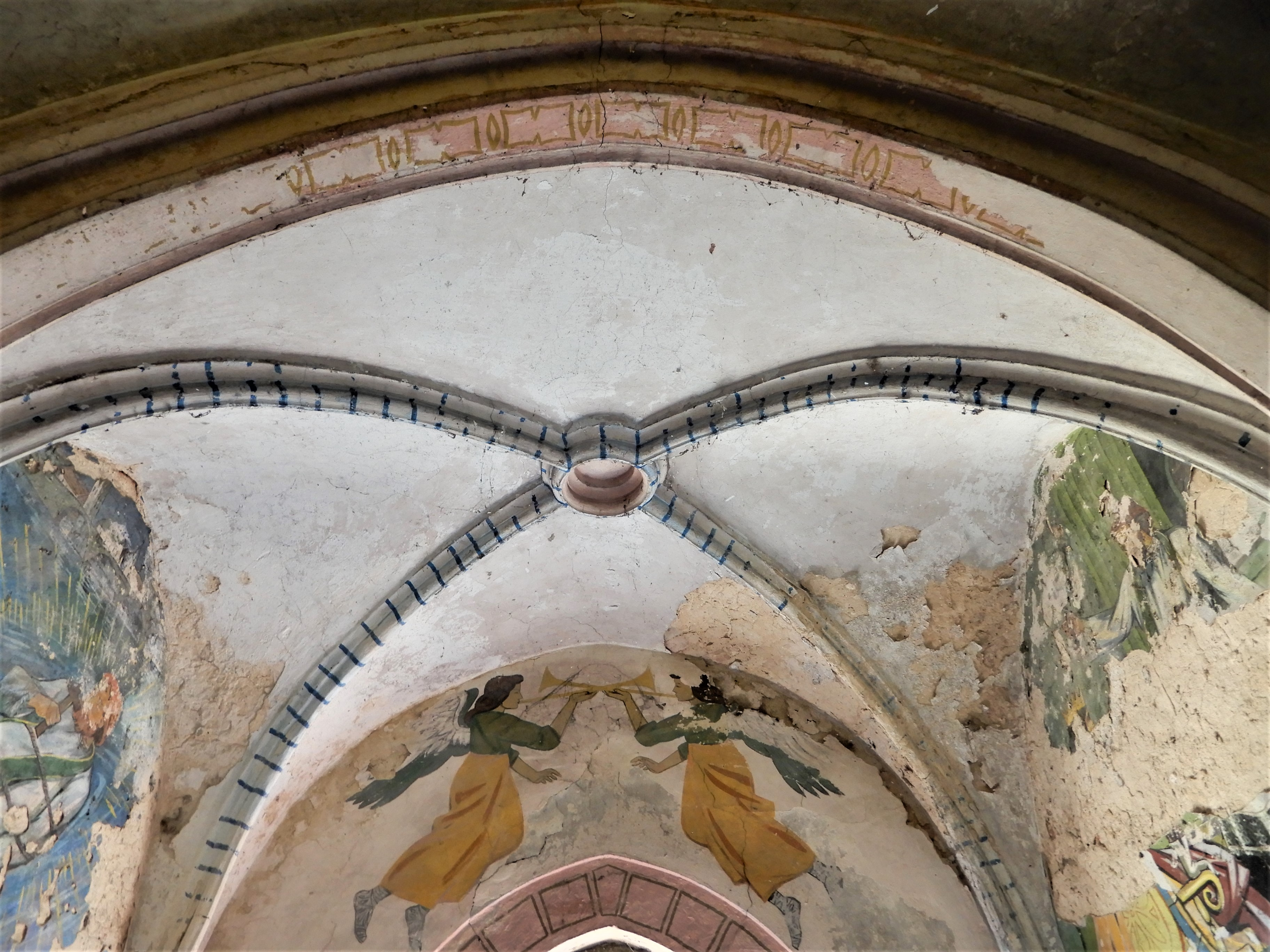
Sklepienie kaplicy

Kaplica ulokowana jest na wzgórzu (tzw. Wzgórze Lukasów), przy drodze prowadzącej do kościoła. Wybudowana została z ciosów piaskowca, w stylu neogotyckim. Kaplica jest niewielka, na planie prostokąta. Wnętrze jednoprzestrzenne, nakryte zostało sklepieniem krzyżowo-żebrowym. W fasadzie umieszczono ostrołukowy, profilowany portal, w nim drewniane drzwi z nadświetlem, zabezpieczone kratą. Ściany wewnątrz kaplicy  ozdabiają malowidła wykonane w latach 50. XX wieku przez miejscowego artystę Józefa Marka. W podłuczach umieszczone zostały 4 sceny z życia św. Jana Nepomucena, są to w kolejności: Św. Jan Nepomucen przesłuchiwany przez króla Wacława IV, niezidentyfikowana scena z życia świętego Jana Nepomucena (ze względu na stan techniczny malowideł niemożliwa do odczytania), Tortury św. Jana Nepomucena i Śmierć św. Jana Nepomucena. Nad wejściem namalowane zostały muzykujące anioły. Dolne partie ścian pokryte są dekoracjami roślinnymi i geometrycznymi.
Pod kaplicą, częściowo zagłębiona we wzgórzu, znajduje się krypta, tzw. Mauzoleum Gemanderów. Jednoprzestrzenna, nakryta jest sklepieniem kolebkowym. W krypcie znajduje się 7 trumien. 
Kaplicę otacza starodrzew, w tym lipy drobnolistne i dęby szypułkowe.

## Turystyka
Teren Wzgórza Lukasów znajduje się na terenie Parku Krajobrazowego Cysterskie Kompozycje Krajobrazowe Rud Wielkich. Wzgórze i kaplica są elementem ścieżki edukacyjnej Śladami Bełka, powstałej w latach 2008-2009.